# Anton Wilhelm Solnitz
Anton Wilhelm Solnitz, ou Anton Wilhelm Sollnitz, né vers 1708 et mort 1752 à Leyde, est un compositeur bohémien du début de la période classique dont la carrière s'est déroulée principalement aux Pays-Bas.

## Biographie
Anton Wilhelm Solnitz naît vers 1708 à Leyde aux Pays-Bas.
Comme son compatriote Johann Andreas Kauchlitz Colizzi (vers 1742-1808) quelques décennies plus tard, Solnitz passa l'essentiel de sa vie de compositeur dans la république des Sept Provinces-Unies des Pays-Bas, dont la richesse à l'époque attirait des musiciens de toute l'Europe, même le grand compositeur italien Pietro Locatelli.
Il a travaillé à Leyde (une ville universitaire néerlandaise) et à La Haye, mais il n'y a aucune preuve d'un séjour à Amsterdam mentionné par Fétis et Eitner.
Ses œuvres ont été imprimées à Amsterdam et à Leyde à partir de 1738. 
Selon Ernst Ludwig Gerber, Solnitz était un grand compositeur qui serait mort pauvre et alcoolique.
Un portrait allégorique de l'artiste peint sur toile en 1743 par Herman van der Mijn a été vendu chez Sotheby's en 2005.

## Œuvre
Les symphonies en trois mouvements de Solnitz, largement diffusées dans le nord de l'Europe, sont influencées par Antonio Vivaldi et Giovanni Battista Sammartini. Les œuvres de musique de chambre, également en trois mouvements, documentent la transition du style baroque au style galant.

### Œuvres orchestrales
- XII Sinfonie a quatro stromenti e B.c. op.1 (Amsterdam vers 1740)
- Sei Sinfonie op.3 (Leyde 1745)
- 11 concertos pour flûte et cordes

### Musique de chambre
- Six Sonates pour 2 flûtes sans basse (Amsterdam, vers 1740)
- 12 Divertissements op.2, pour 2 cors sans basse (Amsterdam, vers 1740)
- Six Sonates pour 2 violons et basse continue, op.1 (Leyde, 1750)
- Six Sonates pour 2 flûtes pour 2 violons et basse continue, op.1 (Leyde, 1750), op.2 (Leyde, 1751)
- 13 sonates en trio pour 2 violons et basse continue
- 16 sonates en trio pour 2 flûtes et basse continue
- 4 sonates pour 2 violons, alto et basse

## Enregistrements
- Baroque Concerti From the Netherlands, œuvres de Johann Christian Schickhardt, Anton Wilhelm Solnitz, Albertus Groneman, Willem de Fesch et Conrad Friedrich Hurlebusch par l'ensemble Musica ad Rhenum (NM Classics, 1993)